# Amir Hoveida

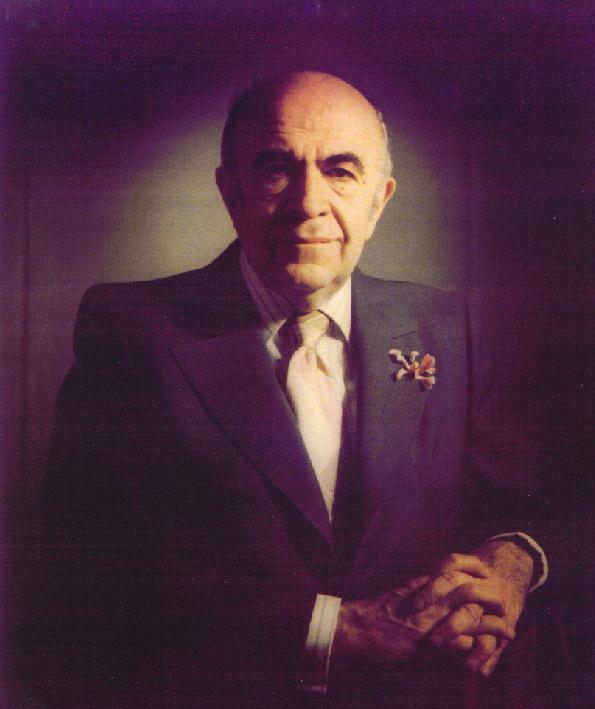
Amir Hoveida

Amir Abbas Hoveida (Teheran, 18 februari 1919 – Teheran, 7 april 1979) was een Iraans politicus. Hoveida studeerde aan het Lycée Française in Beiroet (Libanon), de Vrije Universiteit van Brussel en aan de Universiteit van Sorbonne. Hoveida was doctor in de politieke wetenschappen, economie en in de geschiedenis. Hij sprak Engels, Frans, Duits en Arabisch,Perzisch. Hij diende als ambassadesecretaris in Parijs (1945-1947), in Bonn (1947-1951), in Ankara (1957) en als Iraans ambassadeur bij de Verenigde Naties (1951-1957). Van 1958 tot 1966 was Hoveida lid van het dagelijks bestuur van de Nationale Iraanse Olie Maatschappij. 
In januari 1965 werd Hoveida door sjah Mohammed Reza Pahlavi tot premier benoemd. Hij organiseerde de festiviteiten voor het 2500-jarig bestaan van de Iraanse monarchie in 1971, bij welke gelegenheid Mohammed Reza Pahlavi zich liet kronen tot koning der koningen. In 1971 won Hoveida's Nieuwe Iran Partij de verkiezingen en werd hij als premier herkozen. Nadat de sjah in 1975 een eenpartijstelsel had ingevoerd met de Partij van de Iraanse Herrijzenis als enige toegestane partij, werd Hoveida premier namens die partij.
Sinds de jaren zeventig groeide de onrust tegen het regime van de sjah en in 1977 namen de opstanden tegen het regime enorm toe. In augustus 1977 verving de sjah Hoveida als premier.
Hoveida zat in 1978 korte tijd gevangen onder het tijdelijke militaire regime dat de sjah had geïnstalleerd. Na de Islamitische Revolutie van 1979, werd Hoveida gearresteerd en geëxecuteerd.